# ژاک مارین
ژاک مارین (فرانسوی: Jacques Marin‎؛ ۹ سپتامبر ۱۹۱۹ – ۱۰ ژانویهٔ ۲۰۰۱ (۸۱ سال)) بازیگر اهل فرانسه بود.
تسلط مارین به زبان انگلیسی و ویژگی های تشخص بخشش، او را به چهره ای آشنا در برخی از تولیدات بزرگ آمریکایی و بریتانیایی  و فیلم های دیزنی تبدیل کرد. 
از فیلم‌ها یا برنامه‌های تلویزیونی که وی در آن نقش داشته است، می‌توان به کاترین و شرکا، شفت در آفریقا، ترن، معما، چگونه یک‌میلیون بدزدیم، کن‌کن فرانسوی، تن‌تن و معبد خورشید، بازی‌های ممنوعه، دروازه‌های پاریس، ساعت بیست و پنج، ماراتن من، حقیقت، فرمان گم‌شده، داستان یک پلیس، بینوایان، دختری سوار بر موتورسیکلت، جاسوس‌ها، عاشق لیدی چترلی و رئیس‌جمهور اشاره کرد.